# 엔포 보소 해역 지진
엔포 보소 해역 지진(일본어: 延宝房総沖地震)은 1677년 11월 4일에 보소반도 해역에서 발생한 것으로 추정되는 지진이다. 지진 규모는 M8.0. 이 지진 은 해일지진이었다고 생각된다. 사망자는 500명 남짓.

## 같이 보기
- 일본의 지진 목록

## 참고 문헌
- 1677年延宝房総沖津波の波高偏差 (PDF) 羽鳥徳太郎(2003) 歴史地震,第19号,1-7.